# Alexandre Putov
Pour les articles homonymes, voir Putov.
Alexandre Sergueïevitch Putov (Александр Сергеевич Путов), dit Sacha Putov est un artiste-peintre israélien (né le 9 mars 1940 à Kamensk en Russie et mort à Rennes le 18 novembre 2008). Il a participé au mouvement Art-Cloche dans les années 80. Sans être apparenté à un mouvement particulier, Putov considère représenter l'âme de ce qu'il peint, son essence, procédé qu'il nomme le Réalisme du Destin.

## Biographie
Après des études avortées de médecine, Sacha Putov est engagé à l'armée, où commence à dessiner en 1962. Diplômé en architecture en 1969 à Moscou, il continue à se consacrer à son art. À Moscou, il fréquente les poètes Leonid Goubanov, Valeri Mochkine. En 1972, il expose chez le poète Vladislav Lion, où sont présents de célèbres acteurs de la culture russe tels que Igor Kholine ou Oscar Rabine. À Moscou, il rencontre a plusieurs reprises le peintre avant-gardiste Mikhaïl Schwartzman, avec lequel il réfléchit sur l'essence de l'art et notamment la nécessité d'étudier l'art iconographique.

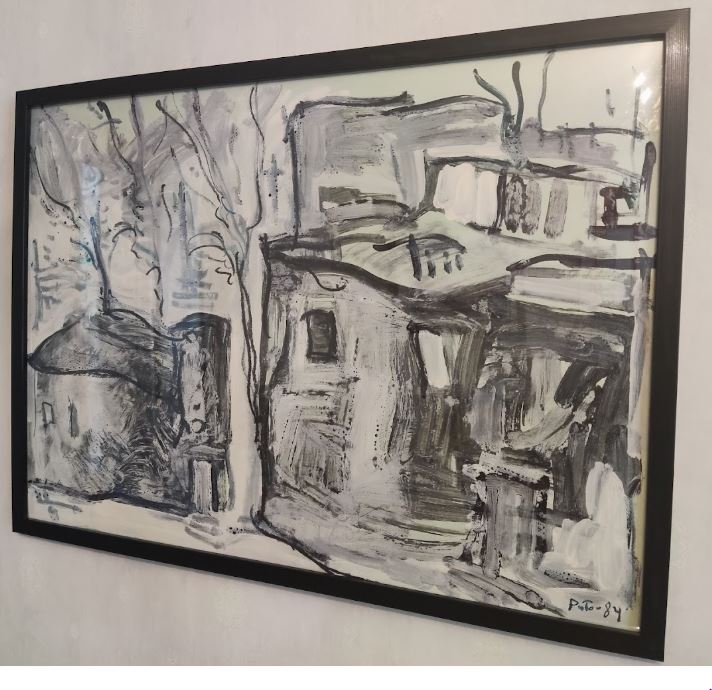
Huile sur papier fort, collection privée

En Russie, il lui est très difficile de créer, et surtout d'exposer, car il ne fait pas partie de l'Union des Peintres soviétiques, et refuse de correspondre aux standards de l'art soviétique. En 1973, il décide donc de quitter l'URSS pour Israël, où il peut émigrer du fait de ses origines juives, en compagnie de son épouse Marina.
Putov s'installe à Haïfa, où il est naturalisé. Marina donne naissance à un fils en Israël, David. En Israël, le peintre poursuit sa recherche artistique, fortement inspiré par l'atmosphère de la Terre Sainte. Il se rend régulièrement à ses cours militaires, où il a l'occasion de peindre des fresques sur les murs des réfectoires, dont il ne reste vraisemblablement que des photographies. Il rencontre le peintre Israélien Yosl Bergner qui lui apporte son soutien, et organise de nombreuses expositions en Israël entre 1974 et 1986, année de son départ à Paris, et notamment dans le prestigieux Musée d'Art de Haïfa. En Israël, il rencontre également le poète Henri Volokhonsky, dont il illustre le recueil La Neuvième Renaissance.
En 1980, il divorce de sa femme Marina.
En 1986, il est invité à exposer à Paris à la CIAC (Centre International d'Art Contemporain), et décide de quitter définitivement Israël pour la France. À partir de 1986, il poursuit donc son œuvre en France et arrive au squat du mouvement Art-Cloche rue d'Arcueil à Paris. Il y rencontre de nombreux artistes tels que Kolya Pavlovski, leader d'Art-Cloche, Valentin Samarine, Mériadeg Courtet, Valentin Vorobiev, Vladimir Bougrine, Edouard Zelenine, Bob Shigeo, Karl Daub, Vladimir Tolsty, ainsi que Ody Saban, avec qui il se lie pendant un peu moins d'un an.
Après l'expulsion du squat Arcueil, Sacha Putov travaille dans non moins de 17 squats différents entre 1986 et 2000. Dans le squat "Citroen" (1987), il rencontre Nikolaï Lioubouchkine, Vladimir Titov, Slava Saveliev, Sacha Rabine, ainsi que le poète et chanteur Alexeï Khvostenko (dit Khvost). Pendant cette période parisienne, Sacha Putov travaille dans le style Art-Cloche, en récupérant des objets dans les rues et les décharges. Quand ses finances le lui permettent, il peint à l'huile les portraits des nombreuses personnes rencontrées dans les squats, ainsi que des paysages urbains dont une série "Les Toits de Paris". Des marchands tels que Jean-Charles Riz, Jean Maignan et Bela Gelbman au Canada se chargent de faire connaître les œuvres de Putov. Le peintre fait deux voyages au Canada et laisse les œuvres peintes à la galerie Carmel (Ottawa).
En 1987, il rencontre Sylvie Gottraux avec laquelle il se lie, et qui donnera naissance à ses deux enfants, Louise et Vassili. Ils déménagent à Gonesse en 1989, et Putov peint de plus en plus de paysages de cette petite ville et des villages environnants. Avec Sylvie, ils voyagent en Suisse, en Provence (sur les traces de Van Gogh), en Bretagne, où Putov peint de nombreux paysages. Il s'essaie également à l'aquarelle et peint plusieurs milliers de dessins. La ville de Gonesse a acquis aux enchères les œuvres représentant ses rues et la mairie a organisé avec sa veuve une exposition posthume en 2012.
Putov peint à l'huile sur tout type de support et fabrique souvent lui-même ses toiles avec draps, moquettes, tissus en tout genre ainsi que ses cadres. En effet, c'est un peintre extrêmement prolifique, et il peine parfois à se payer le matériel nécessaire. Les œuvres ainsi créées démontrent son appartenance à l'Art-Cloche ou Art des artistes squatteurs « clochards », notamment ses sculptures en bois de récupération, mais il s'en détache par un certain classicisme, son goût pour la peinture à l'huile sur toile, pour les portraits et les paysages. Ses influences sont multiples et il se nourrit des œuvres de Van Gogh, Picasso, Chagall, Goya, Modigliani, Cézanne, Soutine. Malgré cela, Putov ne se réclame d'aucune école. Ses œuvres sont le plus souvent qualifiées d'expressionnistes, bien que Putov considère peindre non des impressions, mais la réalité de l'âme. Son œuvre est avant tout spirituelle, et il considère ainsi obéir à sa vocation divine, comme le montre la dédicace de son autobiographie : "dédié à tous ceux qui sont fidèles à la vocation divine"
En 2000, Putov s'installe en Bretagne avec sa famille. Trois ans plus tard, en 2003, on décèle la maladie de Parkinson. Alexandre Putov continue à peindre, puis ne peut plus que dessiner, d'abord de la main droite, puis de la main gauche. Il illustre notamment l'intégralité des poèmes de Ossip Mandelstam. En 2005, il cesse presque totalement de dessiner, et se consacre à son autobiographie, Le Réalisme du Destin, qu'il achève en avril 2007. Il décède dans la nuit du 17 au 18 novembre 2008, des suites de sa maladie, à l’hôpital Pontchaillou, à Rennes. L'autobiographie est éditée à Moscou en 2013. En Israël paraît la même année un catalogue consacré à son travail remarquable de la période 1973 à 1986.
Exposé dans de nombreux pays européens (France, Espagne, Allemagne, Suisse), en Amérique du Nord (États-Unis, Canada) et surtout en Israël, ses toiles ont captivé les amateurs collectionneurs tout comme les célébrités. On le retrouve en salle des ventes au Canada et aux États-Unis, en Belgique et d'autres lieux de province en France.
Le diminutif russe Sacha du prénom Alexandre, sous lequel il est aussi connu, a semé le trouble chez les collectionneurs puisque ces derniers pensent qu'il existe deux peintres différents alors qu'il ne s'agit en réalité que d'une seule et même personne.

## Expositions
- Galerie Timart, Jérusalem, 1979
- Galerie Ludmilla, Tel-Aviv, 1981-1982
- Galerie Diana, Haïfa, 1982-1988
- Collection Christiane et Jean-Charles Riz, Paris, de 1986 à aujourd'hui
- Collection Alexis Péron, de 1986 à aujourd'hui
- Carmel Art Gallery, Ottawa, ON Canada, 1988-2012
- Club des poètes, Paris, 1995-1999
- Galerie Xavier Delannoy, La Garde-Freinet, 1990
- Galerie Maignan
- Mairie de Marcillat-en-Combraille, 2000
- Office du Tourisme de Montluçon, 2003
- Collection Nicolas Coignard, depuis 2008
- Collection Sylvain Coignard, depuis 2008
- Mairie de Gonesse, 2012
- Collection Michelle Gérin-Lajoie, Canada, depuis 1991
- Collection Patrice Larregain depuis 2012
- Collection Yvon Georget depuis 2012
- Galerie Belair Pascal Bello, Luxembourg , 2012
- Galerie Les Singuliers, 138 Boulevard Haussmann 75008 Paris , 2013
- Galerie Les Incorrects, 5 Rue de La Bûcherie 75005 Paris, de mai à octobre 2013
- Galerie Sylvie Le Page, Paris, 2014 et 2015[6]
- Collection Vincent Lagarde

- Collection Régis Kalaydjian
- Collection Didier Danet
- Alexander Putov, drawings, The Museum of Modern Art, Haïfa, janvier 1976[7].
- Prince et Princesse de Galles
- Centre Canadien du film d'Art
- Campeau Corporation, Canada
- Peat Marwick Mitchell &Co
- Famille Golda Meir
- Premier ministre du Canada
- Galerie Basmadjian.
- Monsieur B. Mulroney
- Pr Norton Dodge
- Monsieur Kostakis;
- Collection Lili Brochetain
- Sacha Putov ayant offert tableaux et dessins au poète Jean-Pierre Rosnay, ceux-ci sont souvent visibles au Club des poètes à Paris.